# 418891 Vizi
Az 418891 Vizi (418891) 2008 YK148 a Naprendszer fő kisbolygóövében található aszteroida. Piszkéstetőn fedezte fel Sárneczky Krisztián 2008. december 31-én.
A kisbolygó elnevezését 418891 Vizi-re a Nemzetközi Csillagászati Unió 2016. december 19-én hagyta jóvá. Nevét Vizi E. Szilveszter Széchenyi-nagydíjas magyar tudósról kapta.